# Crow River (Minnesota)
Der Crow River in Minnesota, nordwestlich der Metropolregion Minneapolis–Saint Paul, ist ein rechter Nebenfluss des Mississippi River.

## Verlauf
Der größte Teil des gesamten Verlaufs besteht aus 3 Armen.
- Der North Fork Crow River ist 253,4 km lang. Er fließt zuerst durch das Pope County, dann durch das Stearns County, das Kandiyohi County, das Meeker County und das Wright County.

- Der  Middle Fork Crow River ist 72,6 km lang. Er kommt aus dem Stearns County, fließt dann durch das Kandiyohi County und mündet im Meeker County in den North Fork Crow River.

- Der South Fork Crow River ist 186,7 km lang. Er fließt zuerst durch das Kandiyohi County, dann durch das Meeker County, das McLeod County, das Carver County und das Wright County. Einige Abschnitte des Oberlaufs sind begradigt und kanalisiert. Bei Rockford mündet er in den North Fork Crow River, sodass der eigentliche Crow River entsteht, der nach 39,9 km in den Mississippi River mündet.[1] Der Flusslauf bildet eine Grenze zwischen Wright County und Hennepin County.

## Fischfauna
Häufigste Fischart ist Moxostoma macrolepidotum, zweithäufigste der Getüpfelte Gabelwels. Glasaugenbarsche und Schwarzbarsche kommen wesentlich weniger häufig vor, gelegentlich werden aber bemerkenswert große Exemplare geangelt.

## Sehenswertes
Die Salisbury-Brücke wenige km westlich von Kingston ist eine als Nr. 90980 im National Register of Historic Places verzeichnete Fachwerk-Stahlbrücke. Die Brücke wurde 1899 errichtet und verbindet Kingston mit der Forest City Township als Teil einer unbefestigten Landstraße. Der Name der Brücke bezieht sich auf einen nahe der Brücke ansässigen Farmer namens Salisbury, der zeitweise für das Repräsentantenhaus von Minnesota tätig war. Der Brückentyp wurde 1844 erfunden von den Ingenieuren Thomas Willis Pratt und seinem Vater. Zeitlich gehört dieser Brückentyp, der in den Vereinigten Staaten für Spannen bis 76 m bis in das frühe 20. Jahrhundert verwendet wurde, zum Übergang von Holz auf Metall.